# PSMD14
PSMD14 (англ. Proteasome 26S subunit, non-ATPase 14) – білок, який кодується однойменним геном, розташованим у людей на короткому плечі 2-ї хромосоми.  Довжина поліпептидного ланцюга білка становить 310 амінокислот, а молекулярна маса — 34 577.
| 10         |  | 20         |  | 30         |  | 40         |  | 50         |
| ---------- |  | ---------- |  | ---------- |  | ---------- |  | ---------- |
| MDRLLRLGGG |  | MPGLGQGPPT |  | DAPAVDTAEQ |  | VYISSLALLK |  | MLKHGRAGVP |
| MEVMGLMLGE |  | FVDDYTVRVI |  | DVFAMPQSGT |  | GVSVEAVDPV |  | FQAKMLDMLK |
| QTGRPEMVVG |  | WYHSHPGFGC |  | WLSGVDINTQ |  | QSFEALSERA |  | VAVVVDPIQS |
| VKGKVVIDAF |  | RLINANMMVL |  | GHEPRQTTSN |  | LGHLNKPSIQ |  | ALIHGLNRHY |
| YSITINYRKN |  | ELEQKMLLNL |  | HKKSWMEGLT |  | LQDYSEHCKH |  | NESVVKEMLE |
| LAKNYNKAVE |  | EEDKMTPEQL |  | AIKNVGKQDP |  | KRHLEEHVDV |  | LMTSNIVQCL |
| AAMLDTVVFK |  |            |  |            |  |            |  |            |

A: Аланін

C: Цистеїн

D: Аспарагінова кислота

E: Глутамінова кислота

F: Фенілаланін

G: Гліцин

H: Гістидин

I: Ізолейцин

K: Лізин

L: Лейцин

M: Метіонін

N: Аспарагін

P: Пролін

Q: Глутамін

R: Аргінін

S: Серин

T: Треонін

V: Валін

W: Триптофан

Кодований геном білок за функціями належить до гідролаз, протеаз, металопротеаз, фосфопротеїнів. 
Задіяний у таких біологічних процесах як пошкодження ДНК, репарація ДНК, убіквітинування білків. 
Білок має сайт для зв'язування з іонами металів, іоном цинку. 